# Huinsermolen
De Huinsermolen (Fries: Húnzermûne) is een poldermolen even ten zuidwesten van het Friese dorp Huins, dat in de Nederlandse gemeente Leeuwarden ligt.

## Beschrijving
De Huinsermolen werd in 1829 gebouwd als een van vijf molens die de in dat jaar opgerichte polder Huins moesten bemalen. In 1937 ging een plan om dit voortaan mechanisch te doen niet door, maar in 1958 werd in de Huinsermolen alsnog een dieselmotor geplaatst, waarna gecombineerde bemaling mogelijk werd. In de jaren 1978-1980 werd de molen gerestaureerd. Hoewel in 2001 een gemaal naast de Huinsermolen werd gebouwd, is hij nog altijd maalvaardig. De roeden van de molen zijn 21,60 meter lang en zijn voorzien van zelfzwichting met oudhollands voorhek. De molen, die eigendom is van Stichting Waterschapserfgoed, kan op afspraak worden bezichtigd.